# Hontalan személy
A nemzetközi jogban hontalan személy alatt olyan személyt értünk, akit egy állam sem tart saját joga szerint állampolgárának.
Az Egyesült Nemzetek Szervezete keretében New Yorkban, 1954. szeptember 28-án létrejött, a Hontalan Személyek Jogállásáról szóló Egyezményt a 2002. évi II. törvény emelte be a magyar jogrendszerbe.